# Iron Fist (Schutzsystem)

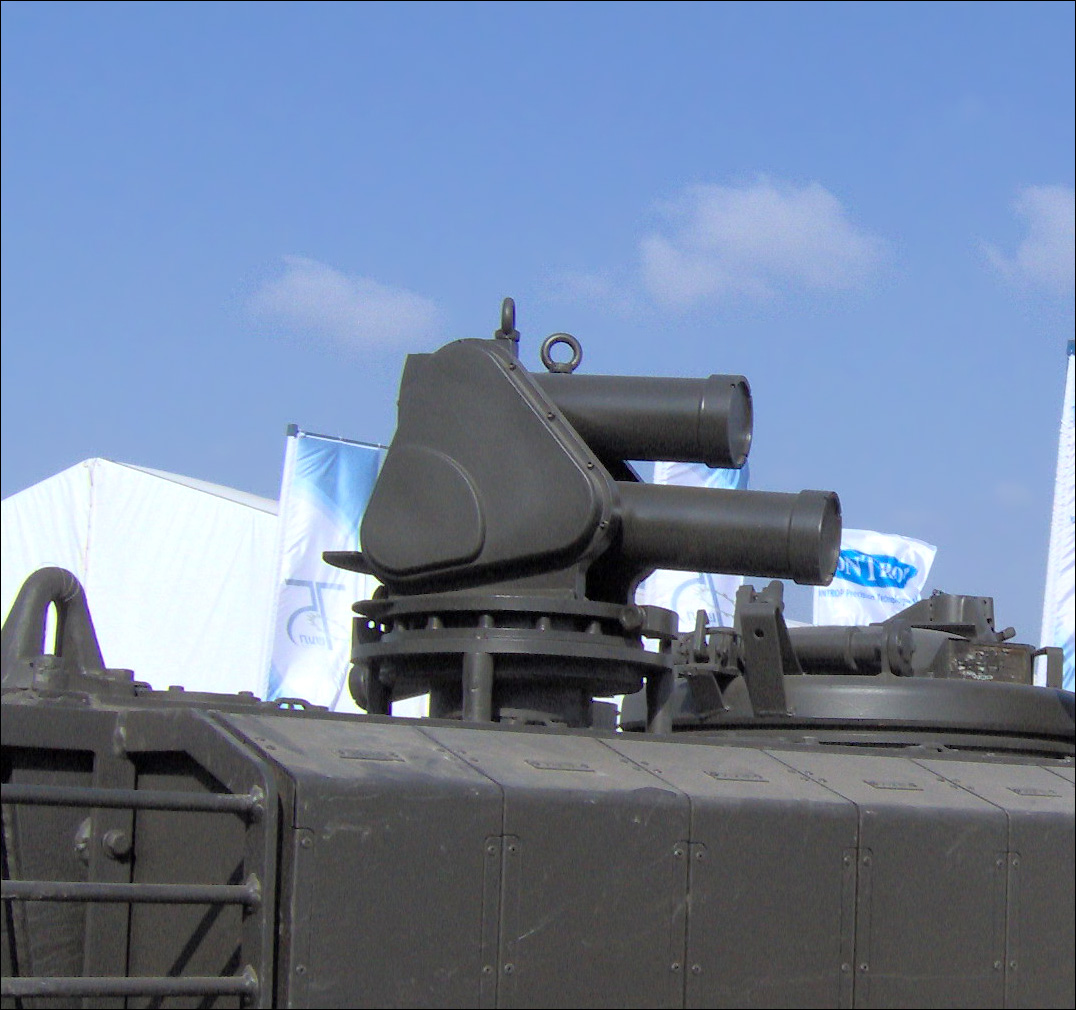
Starteinheit

Iron Fist (Englisch für eiserne Faust, Hebräisch: חץ דורבן, [Hetz Dorban], wörtlich „Stachelschweinpfeil“) ist ein abstandsaktives Hardkill-Schutzsystem für Landfahrzeuge des Herstellers Israel Military Industries (IMI).

## Funktionsweise
Ein fest installierter Radarsensor von Elta und ein optional zurüstbarer Infrarotsucher von Elbit spüren automatisch herannahende Projektile und Flugkörper auf, berechnen den optimalen Abwehrzeitpunkt und starten einen druckwellengetriebenen Abfangexplosivkörper in die Richtung der herannahenden Bedrohung. Dieser explodiert kurz vor dem feindlichen Projektil, das dabei entweder zerstört, an der Zielverfolgung gehindert oder vom Kurs abgelenkt wird. Der Gefechtskopf des feindlichen Projektils wird dabei nicht zur Explosion gebracht, sondern durch die Druckwelle des bei seiner Explosion vollständig verbrennenden Abfangkörpers wirkungslos gemacht.

## Ähnliche Systeme
- ASPRO-A (Trophy)[2]
- Quick Kill[3]